# 弱獠豬屬
弱獠豬（學名：Microstonyx）是一屬已滅絕的史前豬科動物，生存於中新世的歐洲和亞洲。